# Microtendipes pedellus
Microtendipes pedellus ist eine Mücke innerhalb der Familie der Zuckmücken (Chironomidae).

## Merkmale
Die Mücken haben eine Körperlänge von etwa 6 Millimetern. Ihr Körper ist markant grünlichweiß und schwarzbraun gemustert. Am Hinterleib ist das erste Tergit grünlichweiß, das zweite schwarzbraun, das dritte und vierte wieder grünlichweiß, jedoch mit einem schmalen dunklen Querband am Vorderrand, das fünfte bis achte Tergit ist schwarzbraun. Auf der Flügelmitte verläuft ein dunkles Querband.  Der Thorax ist schwarzbraun. Die Schenkel (Femora) der Vorderbeine haben zwei zum Körper hin gerichtete Reihen kräftiger Borsten.

## Lebensweise und Verbreitung
Die Tiere kommen in weiten Teilen Europas vor. Die Larven entwickeln sich wie bei den meisten Arten der Gattung Microtendipes in großen Seen.

## Belege